# Sorbus megacarpa
Sorbus megacarpa är en rosväxtart som först beskrevs av Li H.Zhou och C.Y.Wu, och fick sitt nu gällande namn av Xin Chen och Y.F.Deng. Sorbus megacarpa ingår i släktet oxlar, och familjen rosväxter. Inga underarter finns listade i Catalogue of Life.